# 46
Năm 46 là một năm trong lịch Julius. 